# Pieter van Anraedt
Pieter van Anraedt ou Pieter van Anraadt (vers 1635, Utrecht - 1678, Deventer) est un peintre néerlandais du siècle d'or. Il est connu pour ses peintures de portraits, de natures mortes, de scènes historiques.

## Biographie
Pieter van Anraedt est né vers 1635 à Utrecht.
Il a probablement étudié la peinture auprès de Gerard ter Borch, qui a eu une influence sur sa peinture, tout comme le peintre Jan Treck. Il est actif à Deventer de 1660 à 1672. En 1672, l'année du désastre, la « rampjaar », il s'installe à Amsterdam où il effectue essentiellement des peintures de portraits. En 1675, il retourne vivre à Deventer, et y demeure jusqu'à sa mort.
Il meurt en 1678 à Deventer et y est enterré le 13 avril 1678.

## Œuvres
- Nature morte au pichet en faience et aux pipes[2], Mauritshuis, La Haye
- Portrait d'un homme[3], Rijksmuseum, Amsterdam
- Portrait d'une femme[4], Rijksmuseum, Amsterdam
- Portrait de Jeremias van Collen (1619-1707), marchand à Amsterdam, avec son épouse et ses douze enfants[5], Rijksmuseum,  Amsterdam